# Capnia qilianshana
Capnia qilianshana is een steenvlieg uit de familie Capniidae. De wetenschappelijke naam van de soort is voor het eerst geldig gepubliceerd in 2009 door Li & Yang.